# Beachvolleybal op de Olympische Zomerspelen 2024 (mannen)
Het beachvolleybaltoernooi voor mannen tijdens de Olympische Zomerspelen 2024 in Parijs vond plaats van 27 juli tot en met 10 augustus 2024. De wedstrijden werden gespeeld op het Champ-de-Mars voor de Eiffeltoren waar een tijdelijk stadion stond.
Het onderdeel bestond uit een groepsfase en knockoutfase. Voor de groepsfase waren de 24 deelnemende teams verdeeld over zes groepen van vier, waarin een halve competitie werd gespeeld. De nummers één en twee van elke groep evenals de twee beste nummers drie gingen door naar de achtste finales. De vier overige nummers drie speelden twee play-offs voor een plaats in de achtste finale. Vanaf de achtste finales werd er gespeeld via het knock-outsysteem.
De Zweden David Åhman en Jonatan Hellvig wonnen de olympische titel door in de finale het Duitse duo Nils Ehlers en Clemens Wickler in twee sets te verslaan. De regerend olympisch kampioenen Anders Mol en Christian Sørum uit Noorwegen wonnen de wedstrijd om het brons van de Qatarezen Cherif Younousse en Ahmed Tijan.

## Groepsfase
|  | Direct naar de laatste zestien |
|  | Naar de play-offs              |

### Groep A
| # | NOC | Ploeg                  | Punten | Wedstrijden | Wedstrijden | Sets | Sets | Sets  | Spelpunten | Spelpunten | Spelpunten |
| # | NOC | Ploeg                  | Punten | W           | V           | W    | V    | Ratio | W          | V          | Ratio      |
| - | --- | ---------------------- | ------ | ----------- | ----------- | ---- | ---- | ----- | ---------- | ---------- | ---------- |
| 1 | QAT | Cherif / Ahmed         | 6      | 3           | 0           | 6    | 1    | 6,000 | 140        | 127        | 1,102      |
| 2 | ITA | Cottafava / Nicolai    | 5      | 2           | 1           | 4    | 2    | 2,000 | 124        | 118        | 1,051      |
| 3 | SWE | Åhman / Hellvig        | 4      | 1           | 2           | 3    | 4    | 0,750 | 139        | 134        | 1,037      |
| 4 | AUS | Nicolaidis / Carracher | 3      | 0           | 3           | 0    | 6    | 0,000 | 102        | 126        | 0,810      |

| Datum      |                     | Score |                        | Set 1   | Set 2   | Set 3   |
| ---------- | ------------------- | ----- | ---------------------- | ------- | ------- | ------- |
| 27 juli    | Åhman / Hellvig     | 2 – 0 | Nicolaidis / Carracher | 21 – 14 | 21 – 19 |         |
| 27 juli    | Cottafava / Nicolai | 0 – 2 | Cherif / Ahmed         | 19 – 21 | 18 – 21 |         |
| 29 juli    | Cottafava / Nicolai | 2 – 0 | Nicolaidis / Carracher | 21 – 19 | 21 – 18 |         |
| 29 juli    | Åhman / Hellvig     | 1 – 2 | Cherif / Ahmed         | 21 – 15 | 19 – 21 | 19 – 20 |
| 1 augustus | Cherif / Ahmed      | 2 – 0 | Nicolaidis / Carracher | 21 – 14 | 21 – 18 |         |
| 1 augustus | Åhman / Hellvig     | 0 – 2 | Cottafava / Nicolai    | 22 – 24 | 17 – 21 |         |

### Groep B
| # | NOC | Ploeg                 | Punten | Wedstrijden | Wedstrijden | Sets | Sets | Sets  | Spelpunten | Spelpunten | Spelpunten |
| # | NOC | Ploeg                 | Punten | W           | V           | W    | V    | Ratio | W          | V          | Ratio      |
| - | --- | --------------------- | ------ | ----------- | ----------- | ---- | ---- | ----- | ---------- | ---------- | ---------- |
| 1 | NOR | Mol / Sørum           | 6      | 3           | 0           | 6    | 0    | MAX   | 126        | 92         | 1,370      |
| 2 | NED | Van de Velde / Immers | 4      | 1           | 2           | 3    | 4    | 0,750 | 131        | 133        | 0,985      |
| 3 | CHI | Grimalt / Grimalt     | 4      | 1           | 2           | 2    | 4    | 0,500 | 109        | 120        | 0,908      |
| 4 | ITA | Ranghieri / Carambula | 4      | 1           | 2           | 2    | 5    | 0,400 | 119        | 140        | 0,850      |

| Datum      |                       | Score |                       | Set 1   | Set 2   | Set 3   |
| ---------- | --------------------- | ----- | --------------------- | ------- | ------- | ------- |
| 28 juli    | Van de Velde / Immers | 1 – 2 | Ranghieri / Carambula | 22 – 20 | 19 – 21 | 15 – 13 |
| 28 juli    | Mol / Sørum           | 2 – 0 | Grimalt / Grimalt     | 21 – 14 | 21 – 16 |         |
| 31 juli    | Van de Velde / Immers | 2 – 0 | Grimalt / Grimalt     | 21 – 19 | 21 – 16 |         |
| 31 juli    | Mol / Sørum           | 2 – 0 | Ranghieri / Carambula | 21 – 12 | 21 – 15 |         |
| 2 augustus | Ranghieri / Carambula | 0 – 2 | Grimalt / Grimalt     | 15 – 21 | 21 – 23 |         |
| 2 augustus | Mol / Sørum           | 2 – 0 | Van de Velde / Immers | 21 – 16 | 21 – 19 |         |

### Groep C
| # | NOC | Ploeg              | Punten | Wedstrijden | Wedstrijden | Sets | Sets | Sets  | Spelpunten | Spelpunten | Spelpunten |
| # | NOC | Ploeg              | Punten | W           | V           | W    | V    | Ratio | W          | V          | Ratio      |
| - | --- | ------------------ | ------ | ----------- | ----------- | ---- | ---- | ----- | ---------- | ---------- | ---------- |
| 1 | GER | Ehlers / Wickler   | 6      | 3           | 0           | 6    | 1    | 6,000 | 140        | 122        | 1,148      |
| 2 | POL | Bryl / Łosiak      | 5      | 2           | 1           | 4    | 2    | 2,000 | 118        | 107        | 1,103      |
| 3 | AUS | Hodges / Schubert  | 4      | 1           | 2           | 3    | 4    | 0,750 | 131        | 134        | 0,978      |
| 4 | FRA | Bassereau / Lyneel | 3      | 0           | 3           | 0    | 6    | 0,000 | 101        | 127        | 0,795      |

| Datum      |                   | Score |                    | Set 1   | Set 2   | Set 3   |
| ---------- | ----------------- | ----- | ------------------ | ------- | ------- | ------- |
| 30 juli    | Bryl / Łosiak     | 2 – 0 | Hodges / Schubert  | 21 – 16 | 21 – 16 |         |
| 30 juli    | Ehlers / Wickler  | 2 – 0 | Bassereau / Lyneel | 21 – 15 | 21 – 17 |         |
| 1 augustus | Ehlers / Wickler  | 2 – 1 | Hodges / Schubert  | 16 – 21 | 21 – 18 | 19 – 17 |
| 1 augustus | Bryl / Łosiak     | 2 – 0 | Bassereau / Lyneel | 21 – 15 | 21 – 18 |         |
| 3 augustus | Ehlers / Wickler  | 2 – 0 | Bryl / Łosiak      | 21 – 19 | 21 – 15 |         |
| 3 augustus | Hodges / Schubert | 2 – 0 | Bassereau / Lyneel | 21 – 16 | 22 – 20 |         |

### Groep D
| # | NOC | Ploeg              | Punten | Wedstrijden | Wedstrijden | Sets | Sets | Sets  | Spelpunten | Spelpunten | Spelpunten |
| # | NOC | Ploeg              | Punten | W           | V           | W    | V    | Ratio | W          | V          | Ratio      |
| - | --- | ------------------ | ------ | ----------- | ----------- | ---- | ---- | ----- | ---------- | ---------- | ---------- |
| 1 | CUB | Díaz / Alayo       | 6      | 3           | 0           | 6    | 0    | MAX   | 126        | 92         | 1,370      |
| 2 | USA | Partain / Benesh   | 5      | 2           | 1           | 4    | 3    | 1,333 | 135        | 126        | 1,071      |
| 3 | BRA | George / André     | 4      | 1           | 2           | 3    | 4    | 0,750 | 119        | 120        | 0,992      |
| 4 | MAR | Abicha / El Graoui | 3      | 0           | 3           | 0    | 6    | 0,000 | 91         | 133        | 0,684      |

| Datum      |                  | Score |                    | Set 1   | Set 2   | Set 3  |
| ---------- | ---------------- | ----- | ------------------ | ------- | ------- | ------ |
| 27 juli    | Partain / Benesh | 0 – 2 | Díaz / Alayo       | 18 – 21 | 18 – 21 |        |
| 27 juli    | George / André   | 2 – 0 | Abicha / El Graoui | 21 – 18 | 21 – 10 |        |
| 30 juli    | George / André   | 0 – 2 | Díaz / Alayo       | 13 – 21 | 18 – 21 |        |
| 30 juli    | Partain / Benesh | 2 – 0 | Abicha / El Graoui | 21 – 12 | 28 – 26 |        |
| 1 augustus | Díaz / Alayo     | 2 – 0 | Abicha / El Graoui | 21 – 14 | 21 – 11 |        |
| 1 augustus | George / André   | 1 – 2 | Partain / Benesh   | 17 – 21 | 21 – 14 | 8 – 15 |

### Groep E
| # | NOC | Ploeg               | Punten | Wedstrijden | Wedstrijden | Sets | Sets | Sets  | Spelpunten | Spelpunten | Spelpunten |
| # | NOC | Ploeg               | Punten | W           | V           | W    | V    | Ratio | W          | V          | Ratio      |
| - | --- | ------------------- | ------ | ----------- | ----------- | ---- | ---- | ----- | ---------- | ---------- | ---------- |
| 1 | BRA | Evandro / Arthur    | 6      | 3           | 0           | 6    | 0    | MAX   | 126        | 100        | 1,260      |
| 2 | CZE | Perušič / Schweiner | 5      | 2           | 1           | 4    | 2    | 2,000 | 118        | 109        | 1,083      |
| 3 | CAN | Schachter / Dearing | 4      | 1           | 2           | 2    | 4    | 0,500 | 107        | 115        | 0,930      |
| 4 | AUT | Hörl / Horst        | 3      | 0           | 3           | 0    | 6    | 0,000 | 99         | 126        | 0,786      |

| Datum      |                     | Score |                     | Set 1   | Set 2   | Set 3 |
| ---------- | ------------------- | ----- | ------------------- | ------- | ------- | ----- |
| 28 juli    | Perušič / Schweiner | 2 – 0 | Schachter / Dearing | 21 – 17 | 21 – 19 |       |
| 28 juli    | Evandro / Arthur    | 2 – 0 | Hörl / Horst        | 21 – 18 | 21 – 19 |       |
| 31 juli    | Perušič / Schweiner | 2 – 0 | Hörl / Horst        | 21 – 18 | 21 – 13 |       |
| 31 juli    | Evandro / Arthur    | 2 – 0 | Schachter / Dearing | 21 – 13 | 21 – 16 |       |
| 2 augustus | Hörl / Horst        | 0 – 2 | Schachter / Dearing | 16 – 21 | 15 – 21 |       |
| 2 augustus | Perušič / Schweiner | 0 – 2 | Evandro / Arthur    | 18 – 21 | 16 – 21 |       |

### Groep F
| # | NOC | Ploeg               | Punten | Wedstrijden | Wedstrijden | Sets | Sets | Sets  | Spelpunten | Spelpunten | Spelpunten |
| # | NOC | Ploeg               | Punten | W           | V           | W    | V    | Ratio | W          | V          | Ratio      |
| - | --- | ------------------- | ------ | ----------- | ----------- | ---- | ---- | ----- | ---------- | ---------- | ---------- |
| 1 | NED | Boermans / De Groot | 6      | 3           | 0           | 6    | 0    | MAX   | 126        | 89         | 1,416      |
| 2 | ESP | Herrera / Gavira    | 5      | 2           | 1           | 4    | 3    | 1,333 | 131        | 123        | 1,065      |
| 3 | USA | Evans / Budinger    | 4      | 1           | 2           | 2    | 4    | 0,500 | 99         | 109        | 0,908      |
| 4 | FRA | Krou / Gauthier-Rat | 3      | 0           | 3           | 1    | 6    | 0,167 | 108        | 143        | 0,755      |

| Datum      |                     | Score |                     | Set 1   | Set 2   | Set 3  |
| ---------- | ------------------- | ----- | ------------------- | ------- | ------- | ------ |
| 29 juli    | Boermans / De Groot | 2 – 0 | Herrera / Gavira    | 21 – 15 | 21 – 15 |        |
| 29 juli    | Krou / Gauthier-Rat | 0 – 2 | Evans / Budinger    | 14 – 21 | 11 – 21 |        |
| 30 juli    | Krou / Gauthier-Rat | 1 – 2 | Herrera / Gavira    | 21 – 23 | 23 – 21 | 8 – 15 |
| 30 juli    | Boermans / De Groot | 2 – 0 | Evans / Budinger    | 21 – 13 | 21 – 15 |        |
| 2 augustus | Herrera / Gavira    | 2 – 0 | Evans / Budinger    | 21 – 18 | 21 – 11 |        |
| 2 augustus | Krou / Gauthier-Rat | 0 – 2 | Boermans / De Groot | 15 – 21 | 16 – 21 |        |

### Play-offs
| Datum      |                     | Score |                   | Set 1   | Set 2   | Set 3 |
| ---------- | ------------------- | ----- | ----------------- | ------- | ------- | ----- |
| 3 augustus | Schachter / Dearing | 0 – 2 | Grimalt / Grimalt | 1 – 21  | 0 – 21  |       |
| 3 augustus | Hodges / Schubert   | 0 – 2 | Evans / Budinger  | 19 – 21 | 17 – 21 |       |

## Knockoutfase
| Achtste finale | Achtste finale        | Achtste finale | Achtste finale | Achtste finale |  |  | Kwartfinale         | Kwartfinale      | Kwartfinale | Kwartfinale | Kwartfinale |  |  | Halve finale | Halve finale     | Halve finale | Halve finale | Halve finale |  |              | Finale         | Finale           | Finale       | Finale       | Finale |
|                |                       |                |                |                |  |  |                     |                  |             |             |             |  |  |              |                  |              |              |              |  |              |                |                  |              |              |        |
|                | Cherif / Ahmed        | 21             | 21             |                |  |  |                     |                  |             |             |             |  |  |              |                  |              |              |              |  |              |                |                  |              |              |        |
|                | Grimalt / Grimalt     | 14             | 13             |                |  |  |                     | Cherif / Ahmed   | 21          | 21          |             |  |  |              |                  |              |              |              |  |              |                |                  |              |              |        |
|                | Partain / Benesh      | 21             | 21             |                |  |  | Partain / Benesh    | 14               | 16          |             |             |  |  |              |                  |              |              |              |  |              |                |                  |              |              |        |
|                | Cottafava / Nicolai   | 17             | 18             |                |  |  |                     |                  |             |             |             |  |  |              | Cherif / Ahmed   | 13           | 17           |              |  |              |                |                  |              |              |        |
|                | Evandro / Arthur      | 21             | 21             |                |  |  |                     |                  |             |             |             |  |  |              | Åhman / Hellvig  | 21           | 21           |              |  |              |                |                  |              |              |        |
|                | Van de Velde / Immers | 16             | 16             |                |  |  |                     | Evandro / Arthur | 17          | 16          |             |  |  |              |                  |              |              |              |  |              |                |                  |              |              |        |
|                | Åhman / Hellvig       | 21             | 26             | 15             |  |  | Åhman / Hellvig     | 21               | 21          |             |             |  |  |              |                  |              |              |              |  |              |                |                  |              |              |        |
|                | Díaz / Alayo          | 11             | 28             | 11             |  |  |                     |                  |             |             |             |  |  |              |                  |              |              |              |  |              |                | Åhman / Hellvig  | 21           | 21           |        |
|                | Ehlers / Wickler      | 21             | 21             |                |  |  |                     |                  |             |             |             |  |  |              |                  |              |              |              |  |              |                | Ehlers / Wickler | 10           | 13           |        |
|                | George / André        | 16             | 17             |                |  |  |                     | Ehlers / Wickler | 22          | 21          |             |  |  |              |                  |              |              |              |  |              |                |                  |              |              |        |
|                | Perušič / Schweiner   | 18             | 16             |                |  |  | Boermans / De Groot | 20               | 15          |             |             |  |  |              |                  |              |              |              |  |              |                |                  |              |              |        |
|                | Boermans / De Groot   | 21             | 21             |                |  |  |                     |                  |             |             |             |  |  |              | Ehlers / Wickler | 21           | 17           | 15           |  |              |                |                  |              |              |        |
|                | Bryl / Łosiak         | 21             | 18             |                |  |  |                     |                  |             |             |             |  |  |              | Mol / Sørum      | 13           | 21           | 13           |  |              |                |                  |              |              |        |
|                | Herrera / Gavira      | 23             | 21             |                |  |  |                     | Herrera / Gavira | 16          | 17          |             |  |  |              |                  |              |              |              |  | Troostfinale | Troostfinale   | Troostfinale     | Troostfinale | Troostfinale |        |
|                | Evans / Budinger      | 16             | 14             |                |  |  | Mol / Sørum         | 21               | 21          |             |             |  |  |              |                  |              |              |              |  |              | Cherif / Ahmed | 13               | 16           |              |        |
|                | Mol / Sørum           | 21             | 21             |                |  |  |                     |                  |             |             |             |  |  |              |                  |              |              |              |  |              |                | Mol / Sørum      | 21           | 21           |        |